# (1016) Anitra
 Anitra és l'asteroide número 1016. Va ser descobert per l'astrònom Karl Wilhelm Reinmuth des de l'observatori de Heidelberg (Alemanya), el 31 de gener de 1924. La seva designació alternativa és 1924 QG.